# Парламентські вибори у Франції 1986
Парламентські вибори 1986 у Франції відбулися 16 березня за партійною пропорційною системою. На них було обрано восьмі Національні збори П'ятої республіки.

## Контекст виборів та їх наслідки

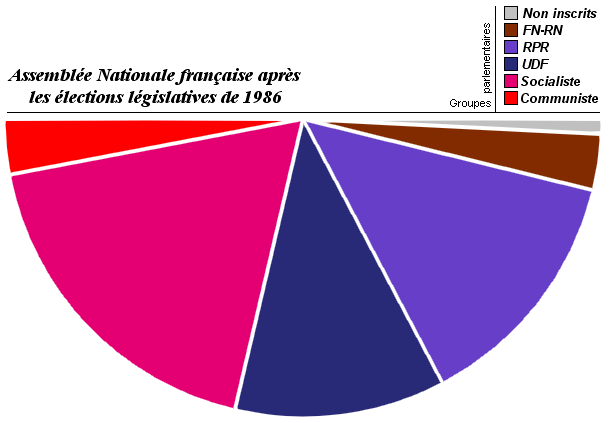
Розподіл голосів за партіями

З виборів 1981 Франсуа Міттерана президентська більшість розділилась. У березні 1983 прем'єр-міністр П'єр Моруа скасував «Загальну програму» лівих. Зарплати і ціни були заморожені, що пояснювалося бажанням залишатися в єдиній європейській монетарній системі. Рік по тому міністри-комуністи відмовилися залишатися в уряді Лорана Фабіуса.
Праві сили намагалися забути колишні конфлікти. У Франції був відзначений підйом крайньо-правого Національного фронту на чолі з Жан-Марі Ле Пеном, який отримав 35 місць в парламенті.
У результаті виборів перевагу в 2 голоси отримали праві партії. Це призвело до необхідності так званої коабітації правого уряду з соціалістом Міттераном.